# Campionati mondiali di sambo 2017
I Campionati mondiali di sambo 2017 si sono svolti a Soči, in Russia, dal 9 al 13 novembre 2017.

## Medagliere
| Pos.   | Nazione       | Oro | Argento | Bronzo | Totale |
| ------ | ------------- | --- | ------- | ------ | ------ |
| 1      | Russia        | 17  | 3       | 4      | 24     |
| 2      | Bielorussia   | 2   | 5       | 5      | 12     |
| 3      | Armenia       | 2   | 1       | 2      | 5      |
| 4      | Ucraina       | 1   | 2       | 6      | 9      |
| 5      | Tagikistan    | 1   | 2       | 3      | 6      |
| 6      | Kirghizistan  | 1   | 2       | 2      | 5      |
| 7      | Kazakistan    | 1   | 0       | 9      | 10     |
| 8      | Corea del Sud | 1   | 0       | 1      | 2      |
| 9      | Turkmenistan  | 1   | 0       | 0      | 1      |
| 10     | Georgia       | 0   | 1       | 4      | 5      |
| 11     | Uzbekistan    | 0   | 1       | 3      | 4      |
| 11     | Bulgaria      | 0   | 1       | 3      | 4      |
| 13     | Francia       | 0   | 1       | 2      | 3      |
| 14     | Romania       | 0   | 1       | 1      | 2      |
| 14     | Cuba          | 0   | 1       | 1      | 2      |
| 14     | Mongolia      | 0   | 1       | 1      | 2      |
| 17     | Italia        | 0   | 1       | 0      | 1      |
| 17     | Lituania      | 0   | 1       | 0      | 1      |
| 17     | Grecia        | 0   | 1       | 0      | 1      |
| 20     | Bulgaria      | 0   | 0       | 2      | 2      |
| 20     | Serbia        | 0   | 0       | 2      | 2      |
| 22     | Germania      | 0   | 0       | 1      | 1      |
| 22     | Azerbaigian   | 0   | 0       | 1      | 1      |
| 22     | Estonia       | 0   | 0       | 1      | 1      |
| 22     | Canada        | 0   | 0       | 1      | 1      |
| 22     | Lettonia      | 0   | 0       | 1      | 1      |
| 22     | Rep. Ceca     | 0   | 0       | 1      | 1      |
| Totale | Totale        | 28  | 28      | 54     | 108    |

## Risultati

### Uomini

#### Sambo
| Evento        | Oro                | Argento                 | Bronzo                              |
| fino a 52 kg  | Sayan Khertek      | Maralerdene Chimeddorj  | Fuad Mammadov Maksim Manukyan       |
| fino a 57 kg  | Tigran Kirakosyan  | Maralerdene Chimeddorj  | Beimbet Kanzhanov Valerii Soronokov |
| fino a 62 kg  | Yesset Kuanov      | Aslan Mudranov          | Tornike Tchovelidze Vae Tutkhalian  |
| fino a 68 kg  | Vladimir Balykov   | László Szőke            | Martin Ivanov Aliaksandr Koksha     |
| fino a 74 kg  | Behruzi Khojazoda  | Stsiapan Papou          | Ilia Lebedev Levan Nakhutsrishvili  |
| fino a 82 kg  | Sergey Kiryukhin   | Alrxios Ntanatsidis     | Zafar Olimshoev Tsimafei Yemelyanau |
| fino a 90 kg  | Sergey Ryabov      | Nemat Yokubov           | Helge Molt Alibek Zekenov           |
| fino a 100 kg | Alsim Chernoskulov | Davit Loriashvili       | Arsen Khandzhian Viktors Resko      |
| oltre 100 kg  | Artem Osipenko     | Nabimukhamad Khorkashev | Stanislav Bondarenko Claude Kouamen |

#### Combact sambo
| Evento        | Oro                    | Argento               | Bronzo                                    |
| fino a 52 kg  | Grigor Mkhitaryan      | Mukhametali Ergeshev  | Bolatbek Raiymkulov Tolmas Tukliev        |
| fino a 57 kg  | Mukhtar Gamzaev        | Andrii Kucherenko     | Uulu Amanat Altynbek Bayanduuren Gantumur |
| fino a 62 kg  | Rustam Taldiev         | Orozbek Abtandil Uulu | Sorbon Latifov Amandyk Assauuly           |
| fino a 68 kg  | Daniil Voevodin        | Vachik Vardanyan      | Antoine Lefevre Nurgeldi Kiyalbekov       |
| fino a 74 kg  | Beknazar Raiymku       | Bayzet Khotkhokhu     | Istam Kudratov Vladyslav Rudniev          |
| fino a 82 kg  | Ko Seo Hyeon           | Yauheni Aleksiyevich  | Maksym Ryndovskyi Temirlan Iksangaliyev   |
| fino a 90 kg  | Vyacheslav Vasilevskiy | Louis Laurent         | Lukas Turecek Mariyan Dimitrov            |
| fino a 100 kg | Vadim Nemkov           | Teodoras Aukštuolis   | Ihor Potieria Raikhan Madi                |
| oltre 100 kg  | Denis Goltsov          | Lee Sangsoo           | Khakimjon Ismoilov Ulan Abdimamat         |

### Donne

#### Sambo
| Evento       | Oro                   | Argento               | Bronzo                                 |
| fino a 48 kg | Gulbadam Babamuratova | Yullia Vitsina        | Gulnur Yerbolova Maryna Zharskaya      |
| fino a 52 kg | Mariiia Molchanova    | Anastasiia Novikova   | Milene Wojciak Leila Abbasava          |
| fino a 56 kg | Tatyana Kazenyk       | Kalina Stefanova      | Aiida Karchayeva Jovana Rogic          |
| fino a 60 kg | Anastasiya Shevchenko | Katsiaryna Prakapenka | Olga Mitina Daniela Poroineanu         |
| fino a 64 kg | Tatsiana Matsko       | Alice Perin           | Eketerina Onoprienko Anna Ovtsarenko   |
| fino a 68 kg | Marina Mokhnatkina    | Anzhela Zhylinskaya   | Ivana Jandric Kateryna Moskalova       |
| fino a 72 kg | Tatiana Zenchenko     | Volha Namazava        | Malena Riveaux Diaz Daniela Poroineanu |
| fino 80 kg   | Sviatlana Tsimashenka | Nieves Mirtha         | Katy Bryant Mariya Oryashkova          |
| oltre 80 kg  | Anzhela Gasparyan     | Elene Kebadze         | Chantal Fokou Galyna Tarasova          |